# 12164 Lowellgreen
12164 Lowellgreen eller 3067 T-2 är en asteroid i huvudbältet som upptäcktes den 30 september 1973 av den nederländsk-amerikanske astronomen Tom Gehrels och det nederländska astronomparet Ingrid van Houten-Groeneveld och Cornelis Johannes van Houten vid Palomarobservatoriet. Den är uppkallad efter Lowell Clark Green.
Asteroiden har en diameter på ungefär 3 kilometer.